# Жозефіна Лейхтенберзька
Жозефіна Лейхтенберзька (фр. Joséphine de Leuchtenberg), повне ім'я Жозефіна Максимільєнна Ежені Наполеона де Богарне де Лейхтенберг (фр. Joséphine Maximilienne Eugénie Napoléone de Beauharnais de Leuchtenberg, 14 березня 1807 — 7 червня 1876) — принцеса Лейхтенберзька, донька Ежена де Богарне, герцога Лейхтенберзького, та баварської принцеси Августи, дружина короля Швеції та Норвегії Оскара I Бернадота.

## Біографія
Жозефіна народилась 14 березня 1807 року в Мілані. Вона була первістком в родині віцекороля Італії Ежена де Богарне та його дружини Августи Баварської. Дівчинку назвали на честь її бабусі з батьківського боку Жозефіни де Богарне. Згодом в родині з'явилися чотири молодші сестри: Ежені, Амелі, Теоделінда та Кароліна, і два брати: Август та Максиміліан.
29 грудня 1807 року Наполеон дарував новонародженій титул принцеси Болоньї. 28 травня 1813 року її було проголошено першою герцогинею Гальєри.
Після падіння Французької імперії її батьки знайшли притулок у Баварії, де на той час королем був Максиміліан I, дідусь Жозефіни та батько Августи. 14 листопада 1817 року він надав Еженові титул герцога Лейхтенберзького та принца Айхштет з предікатом «Ваша королівська високість» для нього та дружини, і «Ваша світлість» для дітей.
Невдовзі після 16-річчя Жозефіни відбулося її весілля за довіреністю зі спадкоємцем шведського престолу, 23-річним Оскаром Бернадоттом. Через свою матір вона була нащадком королів Густава Вази та Карла. Це, своєю чергою робило її нащадків спадкоємцями дому Ваза. Шлюб було узято 22 березня 1823 року у Мюнхені. 19 червня у Стокгольмі відбулася фактична церемонія. Із собою принцеса привезла значну кількість цінних ювелірних виробів, зроблених у Парижі, що належали її бабці. За шість днів після прибуття її четверте ім'я було видалене, оскільки в народній пам'яті ще була свіжа війна із Францією у 1813—1814 роках.
На початку її шлюб був щасливим. Подружжя розділяло інтерес до культури й загалом були схожими особистостями. Невірність чоловіка вдало приховувалася. Після того як Жозефіна дізналася про це, то дуже вплинуло на неї. Відчувши себе глибоко пораненою, вона більше ніколи не відчувала себе настільки щасливою, як раніше. У 1832 році вона писала у своєму щоденнику про те, що жінка, що має терпіти зради чоловіка має страждати мовчки. Тогочасний роман Оскара із відомою актрисою Емілі Хоквіст був добре відомий. Від 1835 року почалося дев'ятирічне відчуження подружжя, хоча вони й продовжували з'являтися разом на публіці. Відносини налагодились 1844 року, коли Оскар після смерті батька зійшов на престол. Він зберігав вірність дружині й між ними знову встановився тісний зв'язок. У подружжя народилося чотири сини та донька.
Попри те, що сама була ревною католичкою, Жозефіна погодилась виховувати дітей в лютеранській вірі. Вона привезла із собою католицького священника і регулярно відвідувала месу в особистій каплиці. Папа Римський дав на це свою згоду. Лютеранська кліра була проти — королева Дезідерія була католичкою, але жила за кордоном. Але король Жозефіну підтримав.
Не зважаючи на глибоку релігійність, вона не вважала, що благочинність задача не лише церкви, а й держави. У 1837 році на її пожертви була збудована церква для католицької конгрегації у Стокгольмі, перша з часів Реформації. Були засновані католицькі церкви у Гетеборгу та Осло.

## Родина

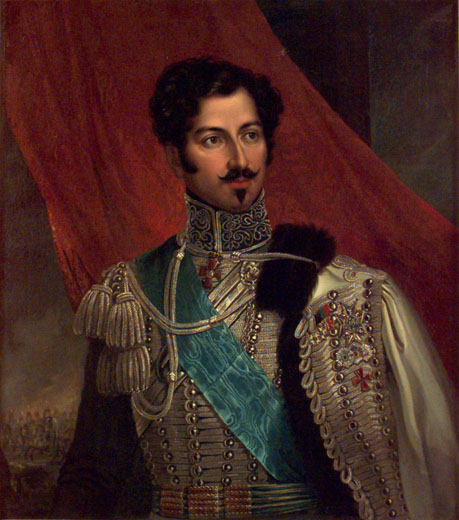
Оскар I

Чоловік — Оскар Бернадотт, король Швеції та Норвегії з 1844 до 1859 року
Діти:
- Карл (1826—1872) — наступний король Швеції та Норвегії, був одружений із Луїзою Нідерландською, мав доньку та сина;
- Густав (1826—1852) — герцог Уппландії, почесний член королівської академії наук, помер від тифу у 25 років, одружений не був, дітей не мав;
- Оскар (1829—1907) — король Швеції та Норвегії після свого старшого брата, був одружений із Софією Нассауською, мав чотирьох синів;
- Євгенія (1830—1889) — принцеса шведська та норвезька, одружена не була, дітей не мала;
- Август (1831—1873) — герцог Даларна, був одружений із Терезою Саксен-Альтенбурзькою, дітей не мав.